# Championnat d'Angleterre de football de deuxième division 1920-1921
Navigation
Édition précédente Édition suivante
La saison 1920-1921 est la vingt-cinquième saison du championnat d'Angleterre de football de deuxième division. Les deux premiers du championnat obtiennent une place en première division, le dernier est relégué.
Birmingham remporte la compétition et se voit promu en première division accompagné du vice-champion, Cardiff City. Le meilleur buteur est Syd Puddefoot avec 29 buts pour West Ham.
Le championnat adopte le système de relégation automatique, le dernier du classement est relégué en troisième division, il n'existe donc plus de système de vote. La prochaine saison avec la création de deux poules en troisième division, une poule Nord et une poule Sud, il y aura deux relégués.

## Compétition
La victoire est à deux points, un match nul vaut un point.

### Classement
| Rang | Équipe                  | Pts | J  | G  | N  | P  | Bp | Bc | Diff |
| ---- | ----------------------- | --- | -- | -- | -- | -- | -- | -- | ---- |
| 1    | Birmingham FC           | 58  | 42 | 24 | 10 | 8  | 79 | 38 | +41  |
| 2    | Cardiff City P          | 56  | 42 | 24 | 8  | 10 | 59 | 32 | +27  |
| 3    | Bristol City            | 51  | 42 | 19 | 13 | 10 | 49 | 29 | +20  |
| 4    | Blackpool FC            | 50  | 42 | 20 | 10 | 12 | 54 | 42 | +12  |
| 5    | West Ham United         | 48  | 42 | 19 | 10 | 13 | 51 | 30 | +21  |
| 6    | Notts County R          | 47  | 42 | 18 | 11 | 13 | 55 | 40 | +15  |
| 7    | Clapton Orient          | 45  | 42 | 16 | 13 | 13 | 43 | 42 | +1   |
| 8    | South Shields FC        | 44  | 42 | 17 | 10 | 15 | 61 | 46 | +15  |
| 9    | Fulham                  | 42  | 42 | 16 | 10 | 16 | 43 | 47 | -4   |
| 10   | The Wednesday R         | 41  | 42 | 15 | 11 | 16 | 48 | 48 | 0    |
| 11   | Bury FC                 | 40  | 42 | 15 | 10 | 17 | 45 | 49 | -4   |
| 12   | Leicester City          | 40  | 42 | 12 | 16 | 14 | 39 | 46 | -7   |
| 13   | Hull City               | 40  | 42 | 10 | 20 | 12 | 43 | 53 | -10  |
| 14   | Leeds United P          | 38  | 42 | 14 | 10 | 18 | 40 | 45 | -5   |
| 15   | Wolverhampton Wanderers | 38  | 42 | 16 | 6  | 20 | 49 | 66 | -17  |
| 16   | Barnsley FC             | 36  | 42 | 10 | 16 | 16 | 48 | 50 | -2   |
| 17   | Port Vale               | 36  | 42 | 11 | 14 | 17 | 43 | 49 | -6   |
| 18   | Nottingham Forest       | 36  | 42 | 12 | 12 | 18 | 48 | 55 | -7   |
| 19   | Rotherham County        | 36  | 42 | 12 | 12 | 18 | 37 | 53 | -16  |
| 20   | Stoke FC                | 35  | 42 | 12 | 11 | 19 | 46 | 56 | -10  |
| 21   | Coventry City           | 35  | 42 | 12 | 11 | 9  | 39 | 70 | -31  |
| 22   | Stockport County        | 30  | 42 | 9  | 12 | 21 | 42 | 75 | -33  |

|  | Vainqueur de la deuxième division et promotion en First Division |
|  | Promotion en First Division                                      |
|  | Relégué                                                          |